# En meget gammel herre med kæmpestore vinger
En meget gammel herre med kæmpestore vinger er en dansk dukkefilm fra 1989, der er instrueret af Laila Hodell efter manuskript af hende selv og Elisabeth Holst. Filmen er baseret på en novelle af den colombianske digter Gabriel Garcia Marquez fra 1955.

## Handling
Pelayo, Elisenda og deres lille barn lever et enkelt liv og slås for at have til dagen og vejen. En dag ændrer deres liv sig radikalt. En gammel mand med vinger ligger i møgbunken på gårdspladsen, som sendt fra himlen.